# Jenjić
Jenjić ist ein Dorf im Kanton Posavina in Bosnien und Herzegowina. Seit 1995 gehört es zu einem Teil zur Gemeinde Orašje in  der Föderation Bosnien und Herzegowina, zum anderen Teil in der Gemeinde Donji Žabar in der Republika Srpska. Das Dorf hat 290 Einwohner, von denen sich 288 als Kroaten und 2 als Jugoslawen bezeichnen. Es gibt eine kleine Kirche, die 2010 renoviert wurde. Nachbarorte sind Vidovice, Lepnica und Kopanice.
Koordinaten: 44° 58′ N, 18° 42′ O